# Movimiento de Santidad
El Movimiento de Santidad (en inglés: Holiness movement) es un movimiento cristiano que enseña que la naturaleza carnal de la humanidad puede ser purificada a través de la fe y que el poder del Espíritu Santo posibilita que los pecados sean perdonados a través de la fe en Jesús de Nazaret. Los beneficios incluyen poder espiritual y una capacidad para mantener la pureza de corazón (que fueron pensamientos y motivos corrompidos por el pecado). La doctrina es atribuida a las iglesias de Santidad como total santificación o perfección cristiana.
Surgió principalmente dentro del metodismo del siglo XIX,  y en menor medida influyó en otras tradiciones como el cuaquerismo, el anabaptismo y el restauracionismo.: 114   Las iglesias alineadas con el Movimiento de Santidad enseñan que la vida de un cristiano nacido de nuevo debe estar libre de pecado. 
El movimiento se distingue históricamente por su énfasis en la doctrina de una "Segunda Obra de Gracia",  que se llama "entera santificación" o perfección cristiana.  La palabra santidad se refiere específicamente a esta creencia en la entera santificación como una segunda obra de gracia instantánea y definida , en la que se limpia el pecado original, el corazón se perfecciona en el amor y el creyente es capacitado para servir a Dios. Para el Movimiento de Santidad, "el término 'perfección' significa la completitud del carácter cristiano; su libertad de todo pecado y la posesión de todas las gracias del Espíritu, en su totalidad". Varias denominaciones cristianas, organizaciones paraeclesiásticas y movimientos enfatizan esas creencias de Santidad como doctrina central. 
Además de la celebración regular de servicios religiosos en la mañana y la tarde del Día del Señor, y de tener generalmente un servicio religioso los miércoles a mitad de semana, dentro de partes de denominaciones o denominaciones enteras alineadas con el Movimiento de Santidad, se organizan campamentos y avivamientos en carpas durante todo el año, especialmente en verano. Estos tienen como objetivo predicar el Nuevo Nacimiento (primera obra de gracia) y la entera santificación (segunda obra de gracia), junto con llamar a los apóstatas al arrepentimiento. Las iglesias en la tradición de la santidad enfatizan un estilo de vida sobrio, especialmente con respecto al habla limpia, la modestia y el abstemio.

## Creencias
El movimiento pretende promover un cristianismo de las personas, de carácter práctico, que cambia las vidas, y es continuamente avivado. Las creencias fundamentales del movimiento de santidad son : 
- 1 - La regeneración de la gracia a través de la fe, con la garantía de salvación por el testimonio del Espíritu Santo.
- 2 - Santificación total como obra definitiva de la gracia, recibida por la fe, y realizada a través del bautismo y del poder del Espíritu Santo, a través del cual el creyente está habilitado para vivir una vida santa.

En el contexto del movimiento de santidad, la primera obra de la gracia es la salvación del pecado, y que sin ningún valor de esfuerzo humano puede alcanzar la santidad. Las personas son salvadas por la gracia a través de la fe en Jesucristo, que hizo la expiación por los pecados humanos.
La segunda obra de la gracia se refiere a una experiencia personal subsecuente a la regeneración, en la cual el creyente es purificado de la naturaleza carnal y es fortalecido por el Espíritu Santo para llevar una vida santa. Aunque pueda haber algunos que enseñan que es posible llevar una vida sin pecado, la mayoría enseñan que es un crecimiento en la gracia tras esa experiencia espiritual, por lo que deben luchar por la perfección.
Los grupos pentecostalistas se identifican como parte del movimiento de santidad y creen que el poder santificador del Espíritu Santo es evidenciado por señales visibles exteriormente, como hablar en otras lenguas.
La experiencia de santificación capacita al creyente a vivir una vida santa. El común de la gente del movimiento de santidad interpreta eso como vivir una vida libre del pecado intencional o la práctica del pecado. El objetivo es vivir una vida como Cristo, para ser acordes a la imagen de Cristo y no del mundo. Dado que la santidad es la obra sobrenatural de un corazón transformado por el Espíritu Santo, muchas iglesias tienen el cuidado de seguir los principios morales y que ellos perciben con la convicción del Espíritu Santo. La mayoría de los seguidores del movimiento de santidad que, como Cristo dijo, enfatizan que el amor cumple toda la ley de Dios.

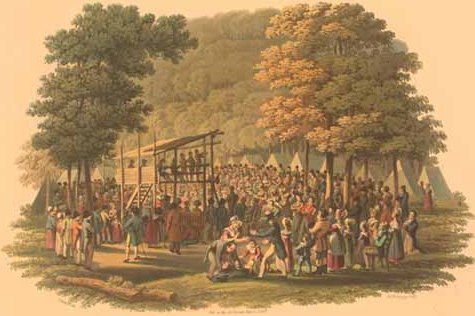
Un grabado de un campo metodista en 1819 Biblioteca del Congreso

Los grupos de Santidad tienden a oponerse al antinomismo, que es una estructura teológica que afirma que la ley de Dios está hecha con la distancia. Los grupos de Santidad creen que los aspectos morales de la ley de Dios son pertinentes para hoy, una vez que la ley fue finalizada en Cristo. Esta posición no atrae la oposición de algunos evangélicos, que refutan tal actitud o la desprecian. La Reforma Protestante (particularmente luterana, que confiesa que el cristiano verdadero es a la vez 100% santo en Jesús pero también 100% pecador en sí; y calvinista) enseña que los creyentes son justificados por la gracia a través de la fe y no a través de cualquier esfuerzo o estado de espíritu de su parte, que los efectos del pecado original permanecen aún en la más fiel de las almas. Baptistas y presbiterianos normalmente poseen una interpretación diferente del Movimiento de Santidad por lo que toca a cuestiones doctrinarias: Santidad y justificación. A la vez, los grupos protestantes modernos y liberales (como la Iglesia Metodista Unida) tienden a ignorar o minimizar la doctrina en favor de preocupaciones sociales y expresiones más recientes de la teología y la práctica cristiana.

### Santificación entera
Más información: Santificación en el cristianismo
El Movimiento de Santidad cree que la "segunda obra de gracia" (o "segunda bendición") se refiere a una experiencia personal posterior a la regeneración, en la que el creyente es limpiado del pecado original. Fue en realidad sobre esta doctrina, la consecución de la completa libertad del pecado, que se construyó el movimiento.
"En esta línea de pensamiento, una persona primero es salva, en cuyo momento es justificada y nace de nuevo. Después de esto, experimenta un período de crecimiento... Esto finalmente culmina en una segunda obra de gracia por la cual el Espíritu Santo limpia su corazón del pecado original, erradicando todo pecado innato. El Espíritu Santo luego imparte su presencia interior, fortaleciendo al creyente... Este es el bautismo del Espíritu Santo. Ocurre instantáneamente cuando el creyente se presenta a sí mismo como un sacrificio vivo a Dios con una actitud de plena consagración" y fe.
John Wesley, quien articuló la doctrina, enseñó que aquellos que habían sido enteramente santificados serían perfectos en el amor, participando en obras de piedad y obras de misericordia , ambas características del crecimiento del creyente en la gracia. 
La Declaración de Principios de la Primera Asamblea General de Santidad de 1885, que explicaba:
"La entera santificación... es aquella gran obra realizada después de la regeneración, por el Espíritu Santo, con la única condición de la fe... fe precedida por un acto de consagración solemne y completa. Esta obra tiene estos elementos distintivos:
1. La extinción total de la mente carnal, la erradicación total del principio de nacimiento del pecado;
2. La comunicación del amor perfecto al alma...
3. La morada permanente del Espíritu Santo."

La Iglesia del Nazareno, una gran denominación wesleyana-santista de tradición metodista, explica que:
Creemos que la entera santificación es el acto de Dios, posterior a la regeneración, por el cual los creyentes son liberados del pecado original o depravación y llevados a un estado de completa devoción a Dios y de la santa obediencia de amor hecha perfecta. Se logra por el bautismo o la llenura del Espíritu Santo, y comprende en una sola experiencia la limpieza del corazón del pecado y la presencia permanente del Espíritu Santo que mora en el creyente, dándole poder para la vida y el servicio. La entera santificación es provista por la sangre de Jesús, se realiza instantáneamente por gracia mediante la fe, precedida por la consagración completa; y el Espíritu Santo da testimonio de esta obra y estado de gracia.
—  Dean G. Blevins et al., eds., Iglesia del Nazareno: Manual, 2013–2017 (Kansas City, MO: Nazarene Publishing House, 2013), 32–33.
Según Stephen S. White, un destacado estudioso de la santidad de mediados del siglo XX, hay "cinco elementos cardinales" en la doctrina de la entera santificación:
1. "La entera santificación es una segunda obra de la gracia";
2. La entera santificación se recibe instantáneamente;
3. Santificación Entera – Libera del Pecado;
4. La entera santificación es alcanzable en esta vida;
5. La entera santificación y el bautismo con el Espíritu Santo son simultáneos".[23]

Esta experiencia de la entera santificación o perfección cristiana se identifica generalmente con la llenura o el bautismo del Espíritu Santo, el término utilizado por el teólogo sistemático del metodismo John William Fletcher. Como tal, la entera santificación también se conoce en la tradición metodista como el bautismo con el Espíritu Santo.  Fletcher enfatizó que la experiencia de la entera santificación, a través de la morada del Espíritu Santo, limpia al creyente del pecado original y lo capacita para el servicio a Dios.
John Swanel Inskip, un ministro de la Iglesia Metodista Episcopal, explicó: "Hay, sin embargo, una doctrina, en gran medida peculiar del metodismo. Es aquella en la que enseñamos la posibilidad de que el hombre alcance un estado de gracia en la vida presente, en la que será liberado del pecado".
Como reflejo de esta santidad interior, las denominaciones alineadas con el movimiento de santidad han enfatizado la modestia y la sobriedad, aunque la terminología que se utiliza para definir esto varía según la tradición, por ejemplo, metodista versus cuáquero versus anabaptista. Los metodistas de santidad, que constituyen la mayor parte del Movimiento de Santidad, han enfatizado la doctrina wesleyana-arminiana de la santidad exterior, que incluye prácticas como usar ropa modesta y no usar blasfemias en el habla. Los cuáqueros de santidad han enfatizado la enseñanza de los Amigos sobre el "testimonio de la sencillez". Los anabaptistas de santidad, como los Hermanos de Holiness River y los Menonitas de Santidad , han defendido su creencia en la "no conformidad con el mundo".

### Definición de pecado
Los partidarios de la santidad también sostienen una definición distintiva del pecado (actual). Creen que "sólo los pecados conscientes son verdaderamente pecados".
El historiador Charles Jones explicó: "Al creer que el pecado era una desobediencia consciente a una ley conocida de Dios, los creyentes en la santidad estaban convencidos de que el verdadero cristiano, habiéndose arrepentido de todo acto conocido de pecado, no pecaba ni podía pecar voluntariamente de nuevo y seguir siendo cristiano".
El historiador Benjamin Pettit describió el enfoque del movimiento wesleyano de santidad como:
1. El que peca no es cristiano sino pecador.
2. Cuando una persona es salva, está fuera del negocio del pecado (puede pecar, pero no debe);
3. El pecador debe arrepentirse y ser restaurado a su relación perdida con Dios.
4. El pecado produce muerte espiritual.[30]

Caleb Black concluyó que: "la comprensión consensuada del pecado en la tradición de la Santidad es que el pecado es un acto evitable, voluntario y moralmente responsable que aquellos nacidos de Dios no cometen". En términos simples, los seguidores de la Santidad se adhieren a la definición de pecado, tal como lo explicó el propio Wesley:
“Nada es pecado, estrictamente hablando, sino una transgresión voluntaria de una ley conocida de Dios. Por lo tanto, toda infracción voluntaria de la ley del amor es pecado; y nada más, si hablamos correctamente. Llevar el asunto más lejos es sólo abrir paso al calvinismo.”
Timothy Cooley explicó: "Si se pone en entredicho esta definición, la vida cristiana victoriosa pierde su sentido y la santificación completa se vuelve imposible". "La definición y las consecuencias del pecado son una característica teológica clave del Movimiento de Santidad, ya que subyacen en todo su sistema teológico. Diferir en la concepción del pecado es destruir el fundamento de la Teología de la Santidad".
Con esta definición del pecado, los seguidores del Movimiento de Santidad creen que, si bien los cristianos pueden caer en el pecado, también tienen el poder dado por Dios para evitar cometerlo y, en este sentido, estar libres de él. Además, Dios no sólo permite esta obediencia, sino que también la exige.
JA Wood, uno de los fundadores del Movimiento de Santidad, explica: "El tipo más bajo de cristiano no peca y no es condenado. El mínimo de salvación es la salvación del pecado. El máximo es la salvación de la contaminación, la inclinación a pecar".
CJ Fowler, otro fundador del Movimiento, explica que "enseñamos que la regeneración no permite la comisión de pecados conscientes".
Por otro lado, Harry Jessop advierte: “Siempre se debe tener presente que los creyentes no pueden cometer pecado sin perder la justificación”.: 44 
Daniel Sidney Warner, el fundador de la Church of God (Anderson (Indiana)), explica: “Los escritores y maestros de la santidad, hasta donde alcanza mi conocimiento, sostienen uniformemente una vida sin pecado como la verdadera prueba y el estándar bíblico de la regeneración”. Esta doctrina sigue los pasos de Wesley, quien escribió: “Si un creyente peca voluntariamente, desecha su fe. Tampoco es posible que vuelva a tener fe justificante sin arrepentirse previamente”.

### Estilo de vida
Las denominaciones alineadas con el Movimiento de Santidad creen que los aspectos morales de la Ley de Dios son pertinentes para la actualidad, y sus seguidores obedecen las enseñanzas sobre la modestia, el habla limpia y la vida sobria.
En consecuencia, los miembros del Movimiento de Santidad tratan de aplicar con rigor los mandamientos bíblicos sobre el estilo de vida, y los consideran de obligado cumplimiento en la actualidad, y aplican estos principios de muchas maneras diferentes.
Las iglesias de Santidad se han distinguido de otras iglesias por su estilo de vida más cuidadoso. Muchas iglesias y denominaciones del Movimiento de Santidad prohíben: fumar, beber, bailar, escuchar música mundana inapropiada o usar maquillaje o ropa llamativa".

### Diversidad en creencias y prácticas
Las denominaciones cristianas alineadas con el Movimiento de Santidad comparten la creencia en la doctrina de la perfección cristiana (entera santificación). Aparte de esto, las denominaciones identificadas con el movimiento de santidad difieren en varias cuestiones, dado que existen iglesias metodistas, cuáqueras, anabaptistas y restauracionistas que comprenden de maneras diferentes el Movimiento de Santidad tanto que estas denominaciones denominaciones tienen doctrinas y teologías únicas.
Las denominaciones metodistas que son parte del Movimiento de Santidad, como: la Iglesia Metodista Libre o la Missionary Methodist Church, celebran los sacramentos, principalmente el Santo Bautismo y la Santa Eucaristía. Las denominaciones de la tradición cuáquera, como la Central Yearly Meeting of Friends, son completamente no sacramentales.
Las denominaciones anabaptistas alineadas con el Movimiento de Santidad, como la Apostolic Christian Church (Nazarene), enseñan la observancia de ordenanzas, como la Eucaristía, el velo y el lavatorio de pies. Mientras que las denominaciones metodistas del Movimiento de Santidad se adhieren a la membresía de la iglesia, como la Lumber River Conference of the Holiness Methodist Church, el concepto de listas de miembros es rechazado en las denominaciones de santidad de origen restauracionista, como la Church of God (Anderson, Indiana).

## Historia

### Raíces
Aunque con el tiempo se convirtió en un movimiento multidenominacional y fue impulsado por el Segundo Gran Despertar, que dinamizó iglesias de todo tipo, la mayor parte del Movimiento de Santidad tiene sus raíces en John Wesley y en el Metodismo.

### El metodismo primitivo
El movimiento de santidad tiene sus raíces en John Wesley, Charles Wesley, John William Fletcher y los metodistas del siglo XVIII.
Los metodistas del siglo XIX continuaron el interés en la santidad cristiana que había iniciado su fundador, John Wesley, en Inglaterra. Continuaron publicando las obras y tratados de Wesley, incluido su famoso "A Plain Account of Christian Perfection" .
Entre 1788 y 1808, el texto completo de A Plain Account se colocó en el Manual de Disciplina de la Iglesia Metodista Episcopal (EE. UU.), y numerosas personas en el metodismo estadounidense temprano profesaron la experiencia de la entera santificación, incluido el obispo Francis Asbury. Durante este período, los metodistas pusieron un fuerte énfasis en la vida santa y su concepto de entera santificación.

### Segundo Gran Despertar
Hacia la década de 1840, comenzó un nuevo énfasis en la santidad y la perfección cristiana dentro del metodismo estadounidense, provocado en gran parte por el avivamiento y los campamentos del Segundo Gran Despertar (1790-1840).: 17 
Dos de los principales líderes de la Movimiento de Santidad durante este período fueron la predicadora metodista Phoebe Palmer y su esposo, el Dr. Walter Palmer.
En 1835, Sarah A. Lankford, una hermana de Palmer, comenzó a celebrar reuniones, en su casa de la ciudad de Nueva York, en los martes para la promoción de la santidad.
En 1837, Palmer experimentó lo que ella llamó la santificación completa y, en 1839, se había convertido en la líder de las reuniones de los martes. Al principio, solo mujeres asistían a estas reuniones, pero, con el tiempo, los obispos metodistas y cientos de clérigos y laicos también comenzaron a asistir.
Al mismo tiempo, Timothy Merritt, un ministro metodista de Boston, fundó una revista llamada "Guide to Christian Perfection", más tarde rebautizada como "The Guide to Holiness". Esta fue la primera publicación periódica estadounidense dedicada exclusivamente a promover la doctrina de la santidad cristiana.: 18 
En 1865, los Palmer compraron "The Guide", que en su apogeo tuvo una circulación de 30.000 ejemplares. En la ciudad de Nueva York, Palmer se reunió con Amanda Smith, una predicadora de la Iglesia Episcopal Metodista Africana, quien, en 1868, testificó que se santificó completamente y luego comenzó a predicar la santidad cristiana en todo el mundo.
El avivamiento del reverendo James Caughey, un misionero estadounidense enviado por la Iglesia Metodista Wesleyana para trabajar en Ontario (Canadá), desde la década de 1840 hasta 1864, fue representativo. Él trajo a los conversos a montones, más notablemente, entre 1851 y 1853, en los avivamientos en el Oeste del Canadá. Su técnica combinaba un emocionalismo moderado con un claro llamado al compromiso personal, tendiendo así un puente entre el estilo rural de las reuniones de campamento y las expectativas de las congregaciones metodistas más "sofisticadas" en las ciudades emergentes. Alrededor de 1857, en Ontario, el Ministerio de Phoebe Palmer complementó los avivamientos de Caughey
Jarena Lee de la Iglesia Episcopal Metodista Africana y Julia AJ Foote de la Iglesia Episcopal Metodista Africana Sion se alinearon con el Movimiento Wesleyano de Santidad y predicaron la doctrina de la entera santificación en todos los púlpitos de sus conexiones.
Aunque muchos defensores de la santidad se quedaron en las principales iglesias metodistas, como Henry Clay Morrison, que se convirtió en presidente del Asbury College and Theological Seminary, al menos dos importantes denominaciones metodistas de la santidad se separaron del metodismo tradicional durante este período.
En 1843, Orange Scott organizó la Conexión Metodista Wesleyana (un antecedente de la Iglesia Wesleyana, así como de la Allegheny Wesleyan Methodist Connection y la Bible Methodist Connection of Churches) en Utica (Nueva York). La principal razón para la fundación de la Iglesia Metodista Wesleyana fue su énfasis en la abolición de la esclavitud.
En 1860, BT Roberts y John Wesley Redfield fundaron la Iglesia Metodista Libre sobre los ideales de la abolición de la esclavitud, el igualitarismo y la santidad de segunda bendición.
En 1900, se organizó la Conferencia de Lumber River de la Iglesia Metodista de la Santidad para ministrar a los nativos americanos, especialmente a la tribu Lumbee. La defensa de los pobres siguió siendo un sello distintivo de estas y otras ramificaciones metodistas. Algunas de estas ramificaciones actualmente se identificarían más específicamente como parte del Movimiento de Santidad Conservador, un grupo que representaría la rama más conservadora del movimiento.

#### Congregacionalistas
En las reuniones de los martes, los metodistas pronto disfrutaron de la comunión con cristianos de diferentes denominaciones, incluido Thomas Upham, miembro de la Iglesia Congregacional. Upham fue el primer hombre que asistió a las reuniones, y su participación en ellas lo llevó a estudiar las experiencias místicas, buscando encontrar precursores de la enseñanza de la santidad en los escritos de personas como el pietista alemán Johann Arndt y la mística católica romana Madame Guyon.

#### Bautistas
Algunos bautistas también se adhirieron a la doctrina de la segunda obra de gracia han fundado sus propias denominaciones de santidad, como la Ohio Valley Association of the Christian Baptist Churches of God, la Original Church of God y la Church of Christ (Holiness) U.S.A. fueron fundadas por ministros bautistas, entre ellos: Charles W. Gray y Charles Price Jones, quienes abrazaron la doctrina de la entera santificación.
Los General Baptists que abrazaron la creencia en la segunda obra de gracia establecieron sus propias denominaciones, como la Holiness Baptist Association (fundada en 1894) y la Ohio Valley Association of the Christian Baptist Churches of God (formada en 1931).

#### Calvinistas
Otros no metodistas también contribuyeron al movimiento de santidad en los EE. UU. y en Inglaterra, como los calvinistas de la "Nueva Escuela" como Asa Mahan, el primer presidente del Oberlin College, y Charles Finney, un evangelista asociado con el Oberlin College y, más tarde, su segundo presidente, promovieron la idea de la santidad cristiana y la abolición de la esclavitud, que los metodistas wesleyanos también apoyaron.
En 1836, Mahan experimentó lo que llamó un bautismo con el Espíritu Santo. Mahan creía que esta experiencia lo había limpiado del deseo y la inclinación al pecado. Finney creía que esta experiencia podría proporcionar una solución a un problema que observó durante sus avivamientos evangelísticos. Algunas personas afirmaban experimentar la conversión, pero luego volvían a sus antiguas formas de vida. Finney creía que la llenura del Espíritu Santo podría ayudar a estos conversos a continuar firmes en su vida cristiana. Esta fase del movimiento de santidad a menudo se conoce como el avivamiento de santidad de Oberlin.
El presbiteriano William Boardman también promovió la idea de la santidad a través de sus campañas evangelísticas y a través de su libro: "The Higher Christian Life", que se publicó en 1858 y que fue un punto culminante en la actividad de santidad antes de una pausa provocada por la guerra civil estadounidense.

#### Cuáqueros
Muchos seguidores de la Sociedad Religiosa de los Amigos (Cuáqueros) enfatizaron la doctrina del perfeccionismo de George Fox (que es análoga a la doctrina metodista de la santificación completa). Estos cuáqueros de santidad formaron reuniones anuales como la Central Yearly Meeting of Friends.
Alrededor del mismo período, Hannah Whitall Smith, una cuáquera inglesa, experimentó una profunda conversión personal. Es decir, en algún momento de la década de 1860, encontró lo que llamó el "secreto" de la vida cristiana: dedicar la vida por completo a Dios y la transformación simultánea del alma por parte de Dios. en el campamento de 1867, su esposo, Robert Pearsall Smith, tuvo una experiencia similar. La pareja se convirtió en figuras destacadas de la ahora famosa Keswick Convention que dio lugar a lo que a menudo se llama el Avivamiento de la Santidad de Keswick, que se diferenció del movimiento de santidad.

#### Anabaptistas
Entre los anabaptistas, la Brethren in Christ Church (así como la Calvary Holiness Church (Philadelphia) que más tarde se separó de ella) surgió en el Condado de Lancaster (Pensilvania) como una denominación de los River Brethren que adoptaron la enseñanza pietista radical, que "enfatizaba la pasión espiritual y una relación cálida y personal con Jesucristo". 
Enseñan "la necesidad de una experiencia de conversión de crisis" así como la existencia de una segunda obra de gracia que "da como resultado que el creyente obtenga la capacidad de decir no al pecado". Estas denominaciones anabaptistas de santidad enfatizan el uso de un velo por parte de las mujeres, la vestimenta sencilla, la templanza, el lavatorio de pies y el pacifismo.
La Apostolic Christian Church (Nazarene), fundada por Samuel Heinrich Fröhlich, es una denominación anabaptista alineada con el Movimiento de Santidad, por lo que se "distingue por su énfasis en la entera santificación".
Los menonitas que fueron impactados por el pietismo radical y la enseñanza de la santidad fundaron la Missionary Church, una iglesia de santidad en la tradición anabautista.: 114 

### Después de la guerra civil

#### Campamentos Nacionales de Santidad
Después de la guerra civil estadounidense, muchos defensores de la Santidad —la mayoría de ellos metodistas— sintieron nostalgia de la época dorada del avivamiento en campamentos durante el Segundo Gran Despertar.
En 1867, se celebró, en Vineland (Nueva Jersey), el Primer "Campamento Nacional de Santidad", bajo el liderazgo de John Swanel Inskip, John A. Wood, Alfred Cookman y otros ministros metodistas. La reunión atrajo a unas 10.000 personas. Al final del campamento, mientras los ministros estaban de rodillas en oración, formaron la Asociación Nacional de Campamentos para la Promoción de la Santidad y acordaron realizar una reunión similar el año siguiente. Esta organización se conocía comúnmente como la Asociación Nacional de Santidad. Más tarde, se la conoció como la Asociación Cristiana de Santidad y, posteriormente, como la Christian Holiness Partnership.
El Segundo Campamento Nacional de Santidad, se celebró en Manheim (Pensilvania), y atrajo a más de 25.000 personas de todo el país. La gente lo llamó un "Pentecostés". El servicio del lunes por la noche casi se ha vuelto legendario por su poder espiritual e influencia.
El Tercer Campamento Nacional de Santidad se celebró en Round Lake (Nueva York). Esta vez la prensa nacional asistió y aparecieron artículos en numerosos periódicos, incluyendo un gran reportaje fotográfico de dos páginas en Harper's Weekly.
Estas reuniones convirtieron instantáneamente a muchos de los trabajadores en celebridades religiosas. "En la década de 1880, la santidad era el movimiento doctrinal más poderoso en Estados Unidos y parecía estar eliminando toda oposición tanto dentro de la Iglesia Metodista como extendiéndose rápidamente por muchas otras denominaciones".
Esto no estuvo exento de objeciones. "Los líderes de la Asociación Nacional de Campamentos para la Promoción de la Santidad se opusieron en general al 'descubrimiento'... Instaron a los creyentes en la entera santificación y la perfección cristiana a permanecer en sus denominaciones y trabajar dentro de ellas para promover la enseñanza de la santidad y la vitalidad espiritual general".

#### Higher Life Movement
En la década de 1870, el fervor del "Avivamiento de la Santidad de Keswick" se extendió por Gran Bretaña, Este movimiento se conoció como el "Higher Life Movement" por el título del libro de William Boardman: "The Higher Life".
Se celebraron conferencias sobre vida superior en 1874, en Broadlands y Oxford; y, en 1875, en Brighton y Keswick. La "Convención de Keswick" pronto se convirtió en la sede británica de este movimiento. La Misión de Fe en Escocia fue otra consecuencia del movimiento de santidad británico. Otra fue un flujo de influencia desde Gran Bretaña de regreso a los Estados Unidos: en 1874, Albert Benjamin Simpson leyó "Higher Christian Life" de William Boardman y sintió la necesidad de una vida así él mismo. Simpson pasó a fundar la Unión Mundial de la Alianza.
Como resultado de esta nueva ola de reuniones campestres, comenzaron a formarse asociaciones de santidad estadounidenses, como la "Asociación de Santidad Occidental" (la primera de las asociaciones regionales que prefiguraron el "descubrimiento"), que se formó en Bloomington (Illinois). En 1877, se celebraron varias "convenciones generales de santidad" en Cincinnati y en la ciudad de Nueva York.
En 1871, el evangelista norteamericano Dwight Lyman Moody recibió lo que él llamó una "dotación de poder" como resultado de un examen de conciencia y de las oraciones de dos mujeres metodistas libres que asistieron a una de sus reuniones. No se unió al movimiento wesleyano de santidad, pero mantuvo una creencia en la santificación progresiva que sus descendientes teológicos aún sostienen.

#### Otras tradiciones teológicas
Aunque la gran mayoría de los defensores de la Santidad permanecieron dentro de las tres denominaciones principales de la Iglesia Metodista, la gente de la Santidad de otras tradiciones teológicas estableció cuerpos independientes.
En 1881, Daniel Sidney Warner inició la "Reforma de la Evening Light", de la cual se formó la "Church of God (Anderson (Indiana))", trayendo el Restauracionismo a la "Familia de la Santidad". El Movimiento de Reforma de la Iglesia de Dios sostuvo que "el culto interracial era una señal de la verdadera Iglesia", con blancos y negros ministrando regularmente en las congregaciones de la Iglesia de Dios, que invitaban a personas de todas las razas a adorar allí. Aquellos que fueron completamente santificados testificaron que fueron "salvados, santificados y se les quitó el prejuicio". Aunque los forasteros a veces atacaban los servicios y campamentos de la Church of God (Anderson (Indiana)) por su postura a favor de la igualdad racial, los miembros de la Church of God no se dejaron intimidar ni siquiera por la violencia y mantuvieron su fuerte posición interracial como el núcleo de su mensaje de la unidad de todos los creyentes.
En la década de 1890, Edwin Harvey y Marmaduke Mendenhall Farson iniciaron, en Chicago, la "Metropolitan Church Association" que enseñaba la vida comunitaria, sosteniendo que "las posesiones materiales podían ser ídolos que podrían amenazar la experiencia de santificación de uno" y que "aunque las personas que no tienen el Espíritu Santo pueden dar, aquellos que lo tienen dan todo".
En 1859, fue publicada: "The Promise of the Father", una obra de Phoebe Palmer que defendía el papel de la mujer en el ministerio. Más tarde, esta obra influyó en Catherine Booth, cofundadora del Ejército de Salvación. La práctica del ministerio por parte de mujeres es común, pero no universal, dentro de las denominaciones del movimiento de santidad. La fundación del Ejército de Salvación en 1878 ayudó a reavivar el sentimiento de santidad en la cuna del metodismo, un fuego que los metodistas primitivos y otros descendientes británicos de Wesley y George Whitefield mantuvieron encendido en décadas anteriores.

#### Misiones en países subdesarrollados
Las misiones en países subdesarrollados también fueron parte del Movimiento de Santidad. Como un ejemplo de este impulso de evangelización mundial, se puede mencionar: Martin Wells Knapp, el fundador: de la "Pilgrim Holiness Church", de la revista "Revivalist" (en 1883), la Liga de Renacimiento Pentecostal, de la Liga de Oración, de la Liga Central de Santidad (en 1893), de la Unión Internacional de Santidad y de la Escuela y Colegio Bíblico de Dios. Martin Wells Knapp tuvo mucho éxito en Corea, Japón, China, India, Sudáfrica y Sudamérica. El trabajo misionero metodista en Japón de Martin Wells Knapp condujo a la creación de "One Mission Society", una de las agencias de Santidad más grandes del mundo que enviaba misioneros a diferentes países.
Otra organización misionera de este tipo, la "World Gospel Mission", se originó en el Departamento Misionero de la "Christian Holiness Partnership", y sigue recibiendo apoyo de diferentes congregaciones metodistas.

## Denominaciones
El Movimiento de Santidad está compuesto de varios grupos cristianos, como son:
- Iglesia Santidad Libre
- Iglesia Wesleyana
- Iglesia Metodista Libre
- Iglesia del Nazareno
- Iglesia Evangélica Holiness de Brasil
- Iglesia do Nazareno
- Ejército de Salvación
- Iglesia de Deus em Cristo
- Iglesia de Cristo (Santidad) EUA
- Churches of Christ in Christian Union
- Iglesia de Deus (Anderson, Indiana)
- Iglesia de Deus (Santidad)
- Iglesia Evangélica Metodista
- Movimiento de Santidad Conservador
- World Gospel Mission
- Brunstad Christian Church o "Smithy of curse "
- Iglesia de Deus (Cleveland, Tennessee)
- La Iglesia de Deus (Charleston, Tennessee)
- Christ's Sanctified Holy Church
- The Fellowship (Australia)
- Church of Daniel's Band

Además, el movimiento del Pentecostalismo también nació del Movimiento de Santidad.